# Maritimisation du Danemark
Malgré une superficie moyenne de 43 098 km2 et peu de ressources naturelles, le Danemark possède néanmoins, à l’instar des Pays-Bas et du Portugal, une tradition maritime fortement ancrée culturellement. Sa thalassopolitique lui a permis de devenir une grande puissance maritime d’Europe du Nord sous l’ère viking au XIe siècle et d’exercer un commerce enrichissant entre le XVIIe siècle et le XVIIIe siècle grâce à ses comptoirs en Afrique, aux Antilles et en Inde. Actuellement, dans un contexte de mondialisation accrue à l’aube du XXIe siècle, le Danemark reste un acteur majeur du commerce maritime mondial (cinquième plus grand transporteur).

## Historique

### ÈreViking
Au début du VIIIe siècle, tandis que les Norvégiens étaient tournés vers les terres de l’Atlantique Nord (Vinland, Groenland, Islande) et les Suédois vers les territoires d’Europe de l’Est (Russie, Ukraine), les Vikings du Danemark organisèrent les premiers raids le long des côtes du continent européen en quête de nouvelles richesses. Ils établissent dans un premier temps un commerce avec les royaumes continentaux. Ils importent des épices et de la soie d’Orient, de l’or provenant des rives du Danube, des armes des royaumes francs carolingiens et du vin du Rhin. Ils exportent en contrepartie des esclaves, du poisson séché, des fourrures et du miel entre autres. Les Vikings danois comprennent alors la valeur de ces échanges commerciaux ainsi que les profits engendrés et organisent de plus en plus de raids afin de contrôler les flux d’échanges. Grâce à leurs drakkars, révolution dans l’architecture navale avec un faible tirant d'eau, une tenue en haute mer, une bonne stabilité et une vitesse supérieure à celle des navires de l’époque, les Vikings s’établissent sur des îles (Groix, Noirmoutier, Sheppey dans l’estuaire de la Tamise) à l’embouchure des grands fleuves afin d’installer des bases pour planifier des attaques dans les terres et contrôler les ports. Ils s’emparent de Walcheren (à l’embouchure du Rhin), Lisbonne, Cadix, Séville et Pise ; mettent à sac Hambourg, Londres, Algésiras, le Roussillon et les Baléares.

Les Vikings danois se sédentarisent alors en Europe continentale (vers le Xe siècle). Ils s’établissent dans l’ouest de l’Angleterre, en Normandie, en Sicile. L’hégémonie maritime des Vikings danois sur les mers d’Europe du Nord les fleuves d’Europe de l’Est coïncide avec l’avènement du roi danois Knut le Grand sur un empire composé du Danemark, de la Norvège, d’une partie de la Suède, et de l’Angleterre conquise en 1016. Une ambition plutôt continentale que maritime voit alors le jour. Grâce aux relations commerciales établies par les Suédois avec le Moyen-Orient et les comptoirs vikings en Italie, les flux commerciaux sont réorganisés. Londres devient le terminal des marchandises acheminées depuis la Chine, l’Inde, Bagdad, Byzance et qui transitent via Kiev, Lubeck, Novgorod, Venise et Bruges. Les différents pôles commerciaux en Europe émergent alors au sein d’un empire danois qui ne perdurera que 25 ans avant son morcellement.

### Union de Kalmar(1397-1523)
L'union de Kalmar, alliance conclue sous l’impulsion de la reine Marguerite Valdemarsdotter (fille du roi du Danemark et épouse du roi de Norvège) en 1397 entre les royaumes de Norvège, de Danemark et de Suède et comprenant l’île de Gotland (mer Baltique), la Poméranie (nord de la Pologne) est en réalité une mainmise du Danemark (la reine Marguerite est reconnue souveraine de l’union par les Scandinaves) sur la mer Baltique afin de concurrencer la ligue Hanséatique. Les profits réalisés par Copenhague en mer Baltique perdurent jusqu'au retrait de la Suède en 1523 à la suite de l’élection de Gustav Vasa, ce qui amorce la dislocation de l’Union. Le Danemark assurera néanmoins la tutelle du Groenland, de l’Islande et des îles Féroé (colonies norvégiennes auparavant). Il se développe alors au Groenland une importante exploitation d’huile de baleine et des activités intenses de pêche au large de l’Islande.

### Compagnies danoises des Indes orientales et occidentales (XVIIe–XVIIIesiècle)
Le tropisme danois doit beaucoup au roi Christian IV qui, soucieux de restaurer une tradition d’expansion océanique et des échanges au long cours, développe sa flotte à partir de 1596 et fonde, en 1616, la Compagnie des Indes Orientales, qui dispose d’un comptoir à Tranquebar (au sud de Pondichéry), à Serampore (au nord de Calcutta), Pirapur et Achne (à l’embouchure du Gange). Initialement dédiée au commerce, la compagnie se spécialise dans la contrebande au profit de la France et de l’Angleterre, activité particulièrement lucrative et qui va connaître son essor avec le transport de thé, fortement taxé, depuis la Chine vers l’Angleterre. À la suite d'une diminution des taxes sur le thé importé en Angleterre, le Danemark délaisse peu à peu ses possessions en Inde Orientale au profit de nouveaux comptoirs installés dans les Antilles et au Ghana. La Compagnie des Indes Occidentales et de Guinée est alors fondée à partir de 1671. Les îles Vierges dans les Antilles devinrent le bastion colonial du Danemark avec trois comptoirs établis (Saint Thomas, Saint John et Sainte Croix). Les plantations de canne à sucre s’y développèrent grâce à des colons anglais et néerlandais que le Danemark faisait venir d’Europe. Des esclaves sont également importés du Ghana, où le Danemark possède deux comptoirs (Osu et Takoradi) et une série de places fortes. L’ensemble des comptoirs des compagnies des Indes furent par la suite vendues aux Britanniques au milieu du XIXe siècle, à l’époque où Londres établit le plus grand empire maritime ayant existé. Les îles Vierges furent vendues quant à elles aux États-Unis en 1917.

## Aspects économiques actuels
Les échanges par voies maritimes contribuent fortement à la croissance économique danoise.
Au niveau régional, on recense un certain nombre de terminaux pour rouliers au Danemark qui assurent des liaisons avec l’Allemagne, les Pays Baltes, la Grande-Bretagne et les îles Féroé. En effet, la position géographique du Danemark lui permet, de par sa proximité avec les pays susdits, d’organiser des services réguliers et rapides de transport, ce qui diminue les coûts d’exploitation des navires.
Le port de Copenhague, la capitale, est une étape obligée pour le transit de certaines marchandises au niveau du détroit de l' Øresund et le port d’Aarhus, dans la péninsule du Jutland, qui abrite les terminaux des porte-conteneurs d’A.P. Møller-Mærsk. On dénombre également deux grands ports pétroliers, Fredericia et Kalundborg. Si les activités portuaires sont en adéquation avec la production et la population, l’armateur A.P. Møller-Maersk (15 % de la flotte mondiale) se positionne comme un leader mondial dans l’industrie et le commerce maritime avec des activités couvrant toutes les zones du globe et comprenant aussi bien le transport de conteneurs (20 % du commerce mondial), le remorquage, l’offshore que le transport de produits pétroliers. La compagnie gère également plusieurs terminaux à travers le monde et offre une prestation de maintenance présente dans la plupart des hubs maritimes mondiaux.
La pêche a également été un élément majeur de l'adhésion du Danemark à la Communauté européenne, de par le fait que la Politique commune de la pêche (et par la résolution de La Haye du 30 octobre 1978) autorise des zones de pêche communes à 200 milles nautiques des côtes des États membres, ce qui a permis au Danemark de développer son activité halieutique. Le Danemark assure également son autonomie énergétique en exploitant sur son socle continental (extension de la zone économique exclusive) en mer du Nord des gisements pétroliers, malgré une production décroissante depuis 2011.
Hormis le transport au long cours et l’assistance, à l’heure où l’exploitation et la rentabilité des énergies renouvelables représentent un défi industriel majeur, le Danemark se positionne également comme l’un des leaders dans le domaine des énergies marines renouvelables. Plusieurs compagnies telles Dong, Vestas, DanregnVindkraft/ Siemens, LM Wind Power, sont spécialisées dans l’éolien offshore.
La Danemark entend également augmenter sa ZEE (zone économique exclusive) en Arctique (grâce à sa possession du Groenland).